# Сольмс-Лих
Сольмс-Лих (нем. Solms-Lich) — графство в составе Священной Римской империи, располагавшаяся в южном Гессене и на востоке Рейнской области. Существовало с 1718 по 1806 г. Управлялось представителями дома Сольмсов.

## История

### Возникновение
После того, как линия Сольмс-Бургсольм вымерла в 1415 г., их владения перешли к братьям Бернгарду и Иоганну фон Сольмс-Браунфельс. В 1419 г. за счет долей в Мюнценбергском наследстве их государство расширилось за счет приобретенных амтов Буцбаха, Лиха и Хунгена, а также с появлением свободного прохода вокруг Ассенхайма в плодородный Веттерау. и с амтом Лаубаха в сторону Фогельсберга.
Иоганн и Бернгард разделили всю территорию между собой в нескольких контрактах между 1420 и 1436 годами: Бернгард получил амты Браунфельс, Грайфенштайн и Хунген, с тех пор нося титул графа Сольмс-Браунфельс. Его брат Иоганн (1411—1457) получил амты Лих, Лаубах и Гогензольм, его владение было раздробленным.
В результате возникли линии Сольмс-Браунфельс и Сольмс-Лих. Иоганн фон Сольмс стал основателем линии Зольмс-Лих, благодаря браку с Елизаветой фон Кронберг (ум. 1438 г.), Сольмс-Лих вскоре унаследовала обширные владения — амты Нидер-Вёльштадт и Рёдельхайм, а также другие части Мюнценбергского наследства вокруг Ассенхайма. В последующие годы были приобретены дополнительные владения — амт в Нидервайзеле и часть амтов в Буцбахе и Грюнингене.
Благодаря графу Филиппу цу Сольмс-Лих (1468—1544), который служил советником императоров Максимилиана I и Карла V, граф Сольмс-Лиха получил влияние на имперскую политику и смог укрепить свой суверенитет. Между 1506 и 1514 годами он также поступил на службу к курфюрсту Саксонии Фридриху III в качестве тайного советника. В 1520 г.  вместе с Францем фон Зикингеном защищал Мартина Лютера от возможного ареста. После смерти Фридриха III поступил на службу к ландграфу Гессена Филиппу. Хотя гессенский ландграф обратился в протестантизм, Филипп оставался верным католицизму по политическим причинам, будучи на стороне империи в религиозном вопросе. Нанял живописцам Лукас Кранаха Старшего и Ганса Дёринга. В 1537 г. Филипп приобрел вотчину с титулом княжества Зонневальде в Нижней Лужице, а в 1544 г. — замок и сеньорию Альт-Пауш.
Его сыновья разделили между собой владения, и Рейнхард (1491—1562) взял на себя управление Лихом и Гогенсольмсом. Его младший брат Отто (1496—1522) получил амт Лаубах, а также Зонневальде и Пауш, став основателем графского дома Сольмс-Лаубах.

### XVI—XVIII вв. Медиатизация
Сын графа Филиппа Рейнхард на протяжении всей своей жизни поддерживал императора Карла V в борьбе с сопротивлением протестантских князей. Он также работал военным инженером, укрепил город Лих и использовался для строительства многочисленных государственных крепостей на юге Германии.
В 1548 г. произошёл перераздел графства Сольмс-Лих. Лаубах и нижние лужицкие владения были переданы племяннику Рейнхарда Фридриху Магнусу I (1521—1561), который с 1545 г. был женат на графине Агнес фон Вид и стал основателем линии Сольмс-Лаубах. Будучи другом реформатора Филиппа Меланхтона, он провел реформацию в Лаубахе в 1544 г., а также осуществил судебную, налоговую и образовательную реформы. Преемником Фридриха Магнуса стал его сын Иоганн Георг (1547—1600).
После смерти графа Рейнхарда его сыновья первоначально управляли частью Сольмс-Лих совместно, пока не разделили её между собой в 1579 г. Сын Рейнхарда Эрнст I (1527—1590) получил владения вокруг Лиха и, таким образом, основал свою собственную линию Сольмс-Лих, которая просуществовала около 140 лет. Его брат Эберхард (1530—1600) получил амт Гогенсольмс, а младший Герман Адольф (1545—1613) — амт Буцбах. Когда граф Эберхард умер бездетным в 1600 году, его владения была снова разделена между наследниками графа Эрнста I и графа Германа Адольфа. Последний, таким образом, основал линию Сольмс-Гогенсольмс.
Благодаря нейтралитету Сольмс-Лих в значительной степени избежало последствий Тридцатилетней войны.
После смерти Германа Адольфа Морица фон Сольмс-Лих в 1718 г. из-за отсутствия потомков его землю унаследовал его двоюродный брат Фридрих Вильгельм фон Сольмс-Гогенсольмс (1682—1744), объединивший линии Сольмс-Гогенсольмс и Сольмс-Лих в Сольмс-Гогенсольмс-Лих.
Во время Семилетней войны с 1756 по 1763 год графство Сольмс-Гогенсольмс-Лих сильно пострадало от расквартирований войск и боевых действий, как это было и во время наполеоновских войн.
Сын Фридриха Вильгельма Карл Кристиан (1725—1803) перенес резиденцию из Гогенсольмса в Лих в 1771 г
14 июля 1792 года Карл Кристиан был возведен в статус имперского князя императором Францем II. После его смерти в 1803 г. власть перешел к его сыну Карлу Людвигу Августу. В том же году в ходе секуляризации ему удалось пополнить имущество первыми бенефициями из разрушенного цистерцианского монастыря в Арнсбурге. Последовали споры по поводу дальнейших бенефиций монастырей Арнсбург и Альтенберг между Сольмс-Гогенсольмс-Лих, Сольмс-Браунфельс и Сольмс-Рёдельхайм, окончательно они были выяснены только в 1833 году в высшем имперском апелляционном суде в Дармштадте.
В 1806 г. княжество было медиатизировано, земли вошли в состав великого герцогства Гессен и герцогства Нассау (амт Гогенсольмс, затем перешедший от Нассау к Пруссии в 1815 г). Однако княжеская семья сохраняла ряд особых прав, в том числе продолжение официальной и вотчинной юрисдикции. Другие привилегии были отменены после революции 1848 года.